# Sástago
Sástago – gmina w Hiszpanii, w prowincji Saragossa, w Aragonii, o powierzchni 300,98 km². W 2011 roku gmina liczyła 1266 mieszkańców.